# Удельная теплоёмкость

Молекулы имеют внутреннюю структуру, образованную атомами, которые могут совершать колебания внутри молекул. Кинетическая энергия, запасённая в этих колебаниях, отвечает не только за температуру вещества, но и за его теплоёмкость

Уде́льная теплоёмкость — это отношение теплоёмкости к массе, теплоёмкость единичной массы вещества (разная для различных веществ); физическая величина, численно равная количеству теплоты, которое необходимо передать единичной массе данного вещества для того, чтобы его температура изменилась на единицу.
В Международной системе единиц (СИ) удельная теплоёмкость измеряется в джоулях на килограмм на кельвин, Дж/(кг·К). Иногда используются и внесистемные единицы: калория/(кг·°C) и т. д.
Удельная теплоёмкость обычно обозначается буквами c или С, часто с индексами.
На значение удельной теплоёмкости влияет температура вещества и другие термодинамические параметры. К примеру, измерение удельной теплоёмкости воды даст разные результаты при 20 °C и 60 °C. Кроме того, удельная теплоёмкость зависит от того, каким образом позволено изменяться термодинамическим параметрам вещества (давлению, объёму и т. д.); например, удельная теплоёмкость при постоянном давлении (CP) и при постоянном объёме (CV), вообще говоря, различны.
Формула расчёта удельной теплоёмкости:
{\displaystyle c={\frac {Q}{m\Delta T}},}
где
c — удельная теплоёмкость (от лат. capacite — ёмкость, вместимость),
Q — количество теплоты, полученное веществом при нагреве (или выделившееся при охлаждении),
m — масса нагреваемого (охлаждающегося) вещества,
ΔT — разность конечной и начальной температур вещества.

Удельная теплоёмкость зависит от температуры, поэтому более корректной является следующая формула с малыми (формально бесконечно малыми) {\displaystyle dT} и {\displaystyle \delta Q}:
{\displaystyle c(T)={\frac {1}{m}}{\frac {\delta Q}{dT}}.}

## Значения удельной теплоёмкости некоторых веществ
Приведены значения удельной теплоёмкости при постоянном давлении (Cp).
| Вещество                                                                                           | Агрегатное состояние | Удельная теплоёмкость, кДж/(кг·K) |
| -------------------------------------------------------------------------------------------------- | -------------------- | --------------------------------- |
| Водород                                                                                            | газ                  | 14,304                            |
| Аммиак                                                                                             | газ                  | 4,359—5,475                       |
| Гелий                                                                                              | газ                  | 5,193                             |
| Вода (300 К, 27 °C)                                                                                | жидкость             | 4,1806                            |
| Литий                                                                                              | твёрдое тело         | 3,582                             |
| Этанол                                                                                             | жидкость             | 2,438                             |
| Лёд (273 К, 0 °C)                                                                                  | твёрдое тело         | 2,11                              |
| Водяной пар (373 К, 100 °C)                                                                        | газ                  | 2,0784                            |
| Нефтяные масла                                                                                     | жидкость             | 1,670—2,010                       |
| Бериллий                                                                                           | твёрдое тело         | 1,825                             |
| Азот                                                                                               | газ                  | 1,040                             |
| Воздух (100 % влажность)                                                                           | газ                  | 1,030                             |
| Воздух (сухой, 300 К, 27 °C)                                                                       | газ                  | 1,007                             |
| Кислород (O2)                                                                                      | газ                  | 0,918                             |
| Алюминий                                                                                           | твёрдое тело         | 0,897                             |
| Графит                                                                                             | твёрдое тело         | 0,709                             |
| Стекло кварцевое                                                                                   | твёрдое тело         | 0,703                             |
| Чугун                                                                                              | твёрдое тело         | 0,554                             |
| Алмаз                                                                                              | твёрдое тело         | 0,502                             |
| Сталь                                                                                              | твёрдое тело         | 0,468                             |
| Железо                                                                                             | твёрдое тело         | 0,449                             |
| Медь                                                                                               | твёрдое тело         | 0,385                             |
| Латунь                                                                                             | твёрдое тело         | 0,920 0,377                       |
| Молибден                                                                                           | твёрдое тело         | 0,251                             |
| Олово (белое)                                                                                      | твёрдое тело         | 0,227                             |
| Ртуть                                                                                              | жидкость             | 0,140                             |
| Вольфрам                                                                                           | твёрдое тело         | 0,132                             |
| Свинец                                                                                             | твёрдое тело         | 0,130                             |
| Золото                                                                                             | твёрдое тело         | 0,129                             |
| Значения приведены для стандартных условий (T = +25 °C, P = 100 кПа), если это не оговорено особо. |                      |                                   |

| Вещество                    | Удельная теплоёмкость кДж/(кг·K) |
| --------------------------- | -------------------------------- |
| Древесина                   | 1,700                            |
| Гипс                        | 1,090                            |
| Асфальт                     | 0,920                            |
| Талькохлорит                | 0,980                            |
| Бетон                       | 0,880                            |
| Мрамор, слюда               | 0,880                            |
| Стекло оконное              | 0,840                            |
| Кирпич керамический красный | 0,840—0,880                      |
| Кирпич силикатный           | 0,750—0,840                      |
| Песок                       | 0,835                            |
| Почва                       | 0,800                            |
| Гранит                      | 0,790                            |
| Стекло кронглас             | 0,670                            |
| Стекло флинт                | 0,503                            |
| Сталь                       | 0,470                            |